# Copa de Rubin

Un ejemplo del Jarrón de Rubin

La Copa de Rubin pertenece a una famosa serie de ilusiones ópticas cognitivas desarrollada alrededor de 1915 por el psicólogo danés Edgar Rubin. Fue introducida por primera vez en su obra Synsoplevede Figurer (Figuras táctiles). Rubin incluía una serie de ejemplos, como una cruz de Malta en blanco y negro, pero el que se convirtió en el más famoso fue su jarrón, tal vez porque la cruz de Malta podía ser fácilmente interpretada como una pelota de playa en blanco y negro.
La copa presenta una doble visión («percepción multiestable»), la de la copa y la de dos rostros humanos que se miran frente a frente. Esta ha sido utilizada por la Psicología de la Gestalt.